# Eupelops uraceus
Eupelops uraceus är en kvalsterart som först beskrevs av Koch 1839.  Eupelops uraceus ingår i släktet Eupelops och familjen Phenopelopidae. Inga underarter finns listade i Catalogue of Life.